# Drahovce
Drahovce (in ungherese Vágdebrőd) è un comune della Slovacchia facente parte del distretto di Piešťany, nella regione di Trnava.